# Oeste (distrito de Logroño)
Oeste es un distrito de la ciudad española de Logroño. Se trata del distrito más occidental de la ciudad, con una población de 27.640 habitantes y una superficie de 25,42 kilómetros cuadrados, siendo el segundo distrito más grande de la ciudad. Está ocupado por los barrios situados al oeste de la ciudad, además de por el núcleo de población de El Cortijo, que se encuentra situado a una distancia de 7km de la ciudad.

## Límites
- Por el oeste: todo el término municipal situado al norte de Avenida y Carretera de Burgos.
- Por el sur: los límites del Distrito Sur a través de la Avenida de Burgos y la Carretera de Burgos.
- Por el este: límites de los Distritos Norte y Centro.
- Por el norte: Río Ebro.[2]

## Barrios
Según la división de barrios realizada por el Ayuntamiento de Logroño en 2018, los que constituyen el Distrito Oeste son:

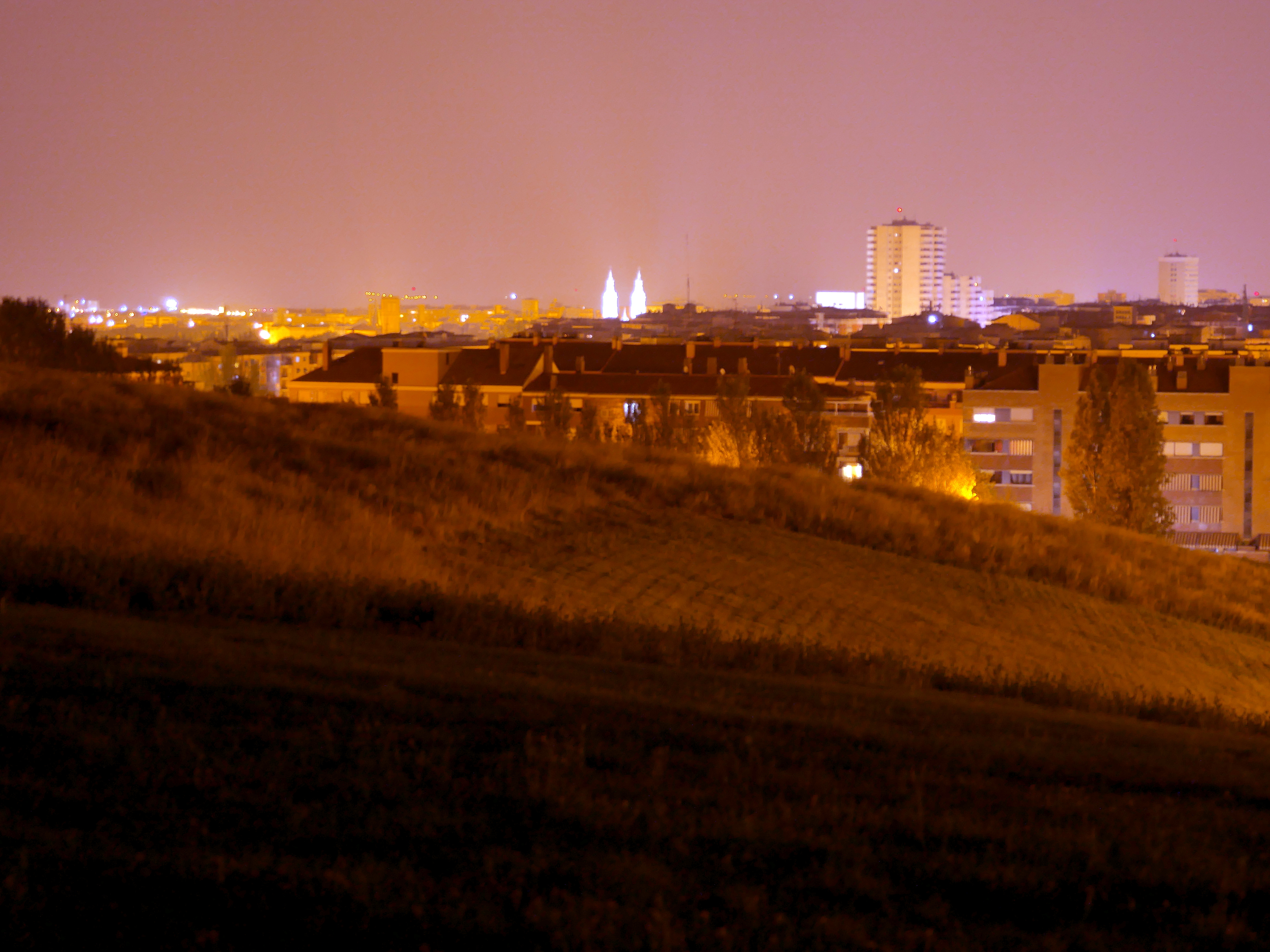
Vista de la ciudad desde el Parque de los Enamorados.

- Vista de la ciudad desde el Parque de los Enamorados.AVEZO (Zona Oeste), mitad norte: Se localiza al oeste del Casco Histórico y el Centro de la ciudad. La mitad sur del barrio, dividido por la calle Marqués de Mundieta, pertenece al Distrito Sur, mientras que la mitad norte se encuentra en el Distrito Oeste. En el barrio se localiza la Dirección General de Justicia e Interior del Gobierno de la Rioja, el Conservatorio Profesional de Música Eliseo Pinedo, el Parque de la Cometa o el Parque Miguel Hernández.
- Parque de los Enamorados-San Lázaro: Localizado entre la Avenida de Burgos, la Avenida de Francia, calle Holanda, el Parque de los Enamorados, la calle Fuentemayor y la calle Paula Montalt. Se encuentra separado de la zona AVEZO por las vías del tren.
- El Cubo: Situado al norte del distrito, en las cercanías con el Río Ebro. Desde el Cubo parte el Puente de Sagasta que comunica esta zona de la ciudad con el Recinto Ferial de Logroño. El barrio cuenta con multitud de zonas verdes, entre las que destaca el Parque de la Isla y el Parque Infantil del Cubo Oeste y Este.[4]
- Valdegastea: El barrio se encuentra dividido en dos mitades por el Parque de los Enamorados. Es uno de los que se encuentra a mayor altura de la ciudad.
- Yagüe: Situado en el extremo oeste de la ciudad, el barrio de Yagüe guarda una estética distinta al resto de barrios del distrito, con la presencia de viviendas unifamiliares, en lugar de bloque de pisos, que cuentan con zonas ajardinadas.
- Carretera del Cortijo.
- El Cortijo: Es un núcleo de población localizado a 7km al noroeste de la ciudad de Logroño, contando con una población de 241 habitantes (INE, 2022). Se encuentra a orillas del Río Ebro, concretamente en el meandro de El Cortijo.[5]

## Comunicación
La Avenida de Burgos y la calle Marqués de Murrieta son las vías de comunicación más importantes del distrito, que a su vez, sirven de separación del mismo con el Distrito Sur. Ambas unen el Casco Histórico y la zona del centro de la ciudad con la salida hacia la autovía de circunvalación de la ciudad, la LO-20, que a su vez conecta con la Autovía de Burgos, la AP-68.
Otras vías de comunicación importantes son la Calle Gonzalo de Berceo, que es una continuación de la Gran Vía, la calle General Urrutia, que conecta el centro de la ciudad con la zona noroeste de forma paralela al Río Ebro, conectándola con el Cuarto Puente, o la calle Carmen Medrano, que en su recorrido norte-sur, divide al distrito en dos mitades.
El distrito está comunicado con el resto de la ciudad a través de las líneas de autobuses urbanos de la ciudad. Por el distrito discurren las siguientes líneas:
- Línea 2: conecta el barrio de Yagüe con el centro de la ciudad y el este de la ciudad, llegando hasta el núcleo de Varea.
- Línea 3: discurre por el distrito durante su recorrido que une la zona norte (El Campillo) con el municipio de Villamediana de Iregua.
- Línea 5: enlaza el barrio de Valdegastea con otros distritos de la ciudad, finalizando en el barrio de Madre de Dios.
- Línea 6: inicia su trazado en El Cortijo, conectándolo con el centro de la ciudad.
- Búho 2: esta línea nocturna recorre la zona oeste de la ciudad y la enlaza con el centro.

Por su parte, las líneas 7 y 10, discurren por la Avenida de Burgos, línea divisoria del distrito con el sur.